# Gonomyia (Leiponeura) unicornuta
Gonomyia (Leiponeura) unicornuta is een tweevleugelige uit de familie steltmuggen (Limoniidae). De soort komt voor in het Afrotropisch gebied.